# Boris Movilă
Boris Movilă (n. 6 octombrie 1928, Hîjdieni, raionul Orhei, județul Orhei, România – d. 29 septembrie 2016) a fost un redactor de carte , publicist, scenarist și traducător moldovean. A fost vicepreședinte al Comitetului pentru Cinematografie și redactor-șef al studioului „Moldova-Film”.